# Yūichi Sugita
Yūichi Sugita (杉田 祐一, Sugita Yūichi; Sendai, 18 de setembre de 1988) és un tennista japonès. Sugita ha aconseguit guanyar un torneig individual del circuit ATP, arribant al número 36 del rànquing ATP el 9 d'octubre de 2017.

## Palmarès

### Individual: 1 (1−0)
| Llegenda                          |
| --------------------------------- |
| Grand Slams (0−0)                 |
| ATP Finals (0−0)                  |
| ATP World Tour Masters 1000 (0−0) |
| ATP World Tour 500 (0−0)          |
| ATP World Tour 250 (1−0)          |

| Títols per superfície |
| --------------------- |
| Dura (0−0)            |
| Gespa (1−0)           |
| Terra batuda (0−0)    |

| Resultat  | Núm. | Data                | Torneig          | Superfície | Oponent          | Marcador    |
| --------- | ---- | ------------------- | ---------------- | ---------- | ---------------- | ----------- |
| Guanyador | 1.   | 1 de juliol de 2017 | Antalya, Turquia | Gespa      | Adrian Mannarino | 6−1, 7−6(4) |

## Trajectòria

### Individual
| Open d'Austràlia | A   | A    | A   | A           | Q1          | Q2          | Q3  | Q1          | Q3          | Q3          | 1R   | Q2          | 2R          | Q2          | 2R          | 1R | 0 / 4   | 1 − 4   |
| Roland Garros | A   | A    | A   | A           | Q1          | A           | Q1  | A           | Q1          | Q1          | A    | 1R          | 1R          | A           | 1R          | A  | 0 / 3   | 0 − 3   |
| Wimbledon | A   | A    | A   | A           | Q1          | Q2          | Q3  | Q1          | 1R          | 1R          | Q1   | 2R          | 1R          | 1R          | NC          | 1R | 0 / 5   | 1 − 5   |
| US Open | A   | A    | A   | Q1          | Q3          | Q1          | Q1  | Q1          | Q3          | Q2          | Q2   | 2R          | 1R          | Q2          | 1R          | 1R | 0 / 4   | 1 − 4   |
| Jocs Olímpics | NC  | NC   | A   | No celebrat | No celebrat | No celebrat | A   | No celebrat | No celebrat | No celebrat | A    | No celebrat | No celebrat | No celebrat | No celebrat | 1R | 0 / 1   | 0 − 1   |
| Total Victòries−Derrotes                                                                                                   | 0−0 | 2−1  | 1−1 | 0−2         | 0−2         | 2−3         | 2−3 | 2−3         | 0−3         | 2−6         | 6−10 | 22−16       | 8−24        | 3−4         | 3−6         |    | 54 − 86 | 54 − 86 |
| Rànquing a final d'any | 498 | 1006 | 341 | 299         | 180         | 235         | 117 | 170         | 131         | 126         | 112  | 40          | 145         | 103         | 102         |    |         |         |
| Llegenda: G: Guanyador; F: Finalista; SF: Semifinalista; QF: Quarts de final; Q: Qualificació; A: Absent; RR: Round Robin; |     |      |     |             |             |             |     |             |             |             |      |             |             |             |             |    |         |         |